# دایره‌های تاریک
دایره‌های تاریک (به انگلیسی: Dark Circles) یک فیلم ترسناک آمریکایی محصول سال ۲۰۱۳ با بازی جاناتان شیچ و پل جیمز است.